# Schistura fascimaculata
Schistura fascimaculata är en fiskart som beskrevs av Mirza och Nalbant, 1981. Schistura fascimaculata ingår i släktet Schistura och familjen grönlingsfiskar. Inga underarter finns listade i Catalogue of Life.